# El problema con el que todos convivimos
El problema con el que todos convivimos (en inglés The problem we all live with) es una pintura del artista estadounidense Norman Rockwell del año 1964. Está considerada una imagen icónica  del Movimiento por los derechos civiles en los Estados Unidos. Describe a Ruby Bridges, una niña afroestadounidense de seis años, en su camino a la escuela primaria William Franz, una escuela pública para niños de piel blanca, el 14 de noviembre de 1960, durante la crisis de desegregación escolar de Nueva Orleans. Debido a amenazas y violencia contra ella, está escoltada por cuatro agentes federales; La pintura está encuadrada de tal manera que las cabezas de los agentes están recortadas en los hombros. En la pared, detrás de ella, está escritos el insulto nigger y las siglas KKK; también se ve un tomate aplastado y salpicado lanzado contra la pared. Los manifestantes no son visibles, ya que el espectador está mirando la escena desde su punto de vista. La pintura fue realizada al óleo sobre tela y mide 91 cm de largo por 150 cm de ancho.

## Antecedentes

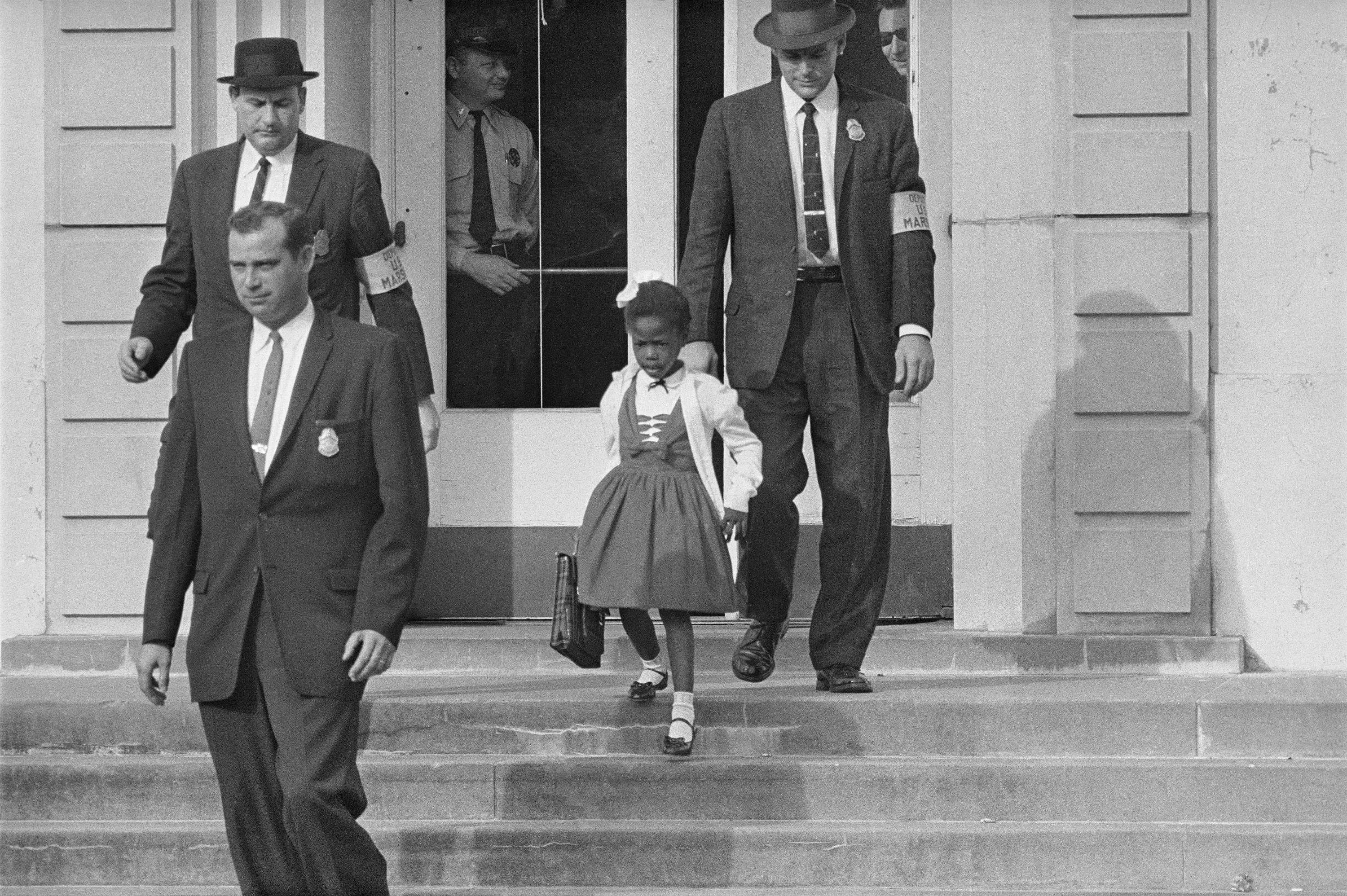
Ruby Bridges custodiada por agentes federales a la salida de la escuela (1960).

La pintura fue originalmente publicada el 14 de enero de 1964 en la revista Look. Rockwell había acabado su contrato con la revista  Saturday Evening Post el año anterior debido a la frustración con los límites que la revista puso en su expresión de temas políticos, y Look le ofreció poder expresar sus intereses por temas sociales, incluidos los derechos civiles y la integración racial. Rockwell exploró temas similares en obras como: Asesinato en Misisipi y Nuevos niños en el barrio; a diferencia de sus trabajos anteriores para el Saturday Evening Post,  El problema con el que todos convivimos y estas otras obras colocan personas afroamericanas como protagonistas únicos, en vez de tan sólo observadores, parte de escenas de grupo, o en funciones serviles tradicionalmente destinadas a ellos. Como Nuevos niños en el barrio, El problema con el que todos convivimos describe como protagonista a niños afroamericanos; como Asesinato en Misisipi,  utiliza fuertes contrastes de luz y oscuridad para promover este tema racial.
A sugerencia de Ruby Bridges, el presidente Barack Obama tuvo la pintura instalada en la Casa Blanca, en un pasillo fuera del Despacho Oval, de julio a octubre de 2011.

## Descripción

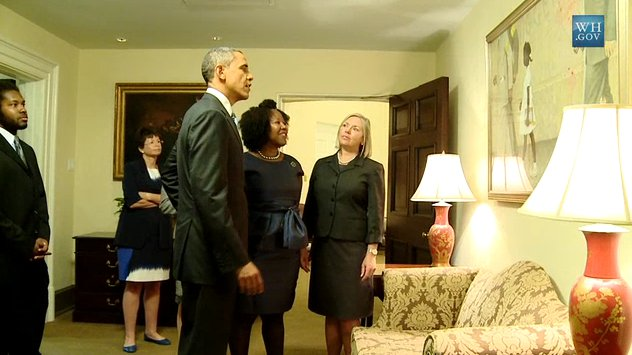
Ruby Bridges y Barack Obama contemplando la obra en la Casa Blanca.

El contraste entre tonos claros y oscuros de la pintura es la característica utilizada para mantener el foco en la protagonista, Ruby Bridges. El color del vestido de Ruby está en fuerte contraste con su piel, los otros puntos de la pintura están en tonos cercanos, a excepción de las bandas amarillas ubicadas en los brazos de los agentes.
Aunque el foco principal está en la niña, erguida dignamente y mirando al frente pese al entorno, la imagen está diseñada para guiar al espectador, donde el contraste blanco y negro presente en Ruby se desplaza a las bandas en los brazos de los agentes. Las piernas plasman una caminata, bajando a los zapatos negros. Todos caminan hacia la izquierda, lo que en Occidente, donde se escribe de izquierda a derecha, es ir a la inversa, sugiriendo oposición y resistencia. El tomate aplastado es otro punto de contraste, como lo son las bandas amarillas presentes en los brazos de los delegados en el otro extremo de la pintura. Luego, la atención se dirige al vestido blanco inmaculado de Ruby, símbolo de inocencia, y sus artículos escolares, signo de sabiduría. En esta composición de contraste, el observador visualiza toda la pintura y aún regresa a la protagonista. Los elementos secundarios de la obra (las pintadas en la pared y los tomates) demuestran la gravedad de la situación. Norman protege a la niña formando un rectángulo a su alrededor. Los agentes no son acreditados por su acción, ya que sus caras no están presentes.

## Modelos
El evento de la niña ingresando custodiada a la escuela fue publicitado por varios medios de comunicación, pero en ese momento, el nombre de Ruby no fue revelado. Consciente únicamente del color de piel y el sexo, Norman contó con la ayuda de Lynda Gunn, una niña de 9 años, nieta de una amiga de la familia en Stockbridge. Lynda posó durante cinco días, sus pies fueron colocados en bloques de madera formando ángulos para simular una caminata. Lynda estuvo acompañada por el jefe de policía de Stockbridge y tres agentes de Boston. Norman usó una serie de fotografías de sus propias piernas para observar los movimientos de locomoción.

## Énlaces externos
- Obra en el sitio web del Museo Norman Rockwell
- Obra en Google Arts and Culture

- Datos: Q6592831
- Multimedia: The Problem We All Live With / Q6592831